# Anopsicus panama
Anopsicus panama är en spindelart som beskrevs av Willis J. Gertsch 1982. Anopsicus panama ingår i släktet Anopsicus och familjen dallerspindlar.
Artens utbredningsområde är Panama. Inga underarter finns listade i Catalogue of Life.